# デザインワン・ジャパン
株式会社デザインワン・ジャパン（英: DesignOne Japan, Inc.）は東京都新宿区に本社を置き、口コミサイト『エキテン』の運営などインターネットメディア事業を展開する日本の企業。
東京証券取引所スタンダード市場上場。
2020年5月には、ナイトワーカー向けに特化した人材紹介サービス「昼ジョブ（昼job）」を展開する株式会社昼jobを子会社化した。

## 概要
2005年9月株式会社デザインワン・ジャパンを設立。2007年6月、店舗の口コミ・ランキングサイト「エキテン」のサービス開始。2015年4月には東京証券取引所マザーズ市場に上場。2016年8月には東京証券取引所市場第一部に市場変更。

## 主なサービス

### エキテン (店舗の口コミ・ランキングサイト)
2007年6月に「地域の活性化」をコンセプトとして誕生した店舗情報口コミサイトで、2021年8月末現在での掲載店舗数は約519万店、口コミ掲載数は累計約370万件とされ、同サイトの運営がデザインワン・ジャパン社の主軸業務である
。2022年8月末のIR情報によれば、店舗自らが行う「エキテン」の無料掲載店舗数は28万9,443店、有料掲載店舗1万8,176店であり、こうした無料掲載店舗から有料掲載店舗への転換を促して月額掲載料などを得るのがエキテンのビジネスモデル（フリーミアムモデル）となっている。

### ITオフショア開発
2019年7月にベトナムのシステム開発会社Nitro Tech Asia Incを子会社化し、オフショア開発事業を行う。

### 人材紹介サービス「昼ジョブ」
2020年5月に子会社化した株式会社昼jobによる、キャバクラなどいわゆる夜の仕事（ナイトワーク）から、営業職やサービスエンジニアなど昼の仕事への転職を支援する人材紹介サービス。コロナ禍で仕事が減ったナイトワーカーを支える事業として注目され、コロナ前は月約300人から400人ほどであった新規求職者数がコロナ後は1千人まで増加したなどと報じられた。

## 沿革
- 2005年9月 - 資本金100万円、中央区日本橋にて株式会社デザインワン・ジャパン設立
- 2006年4月 - 事業拡大に伴い、品川区南大井に本社移転
- 2007年4月 - 資本金を400万円に増資
- 2007年6月 - 駅周辺クチコミサイト「エキテン」オープン
- 2007年9月 - 事業拡大に伴い、大田区蒲田へ本社移転
- 2008年4月 - 株式会社リクルートと広告配信ネットワーク事業で提携
- 2009年10月 - 資本金を1000万円に増資
- 2010年6月 - 事業拡大に伴い、港区芝へ本社移転
- 2011年7月 - 資本金を2000万円に増資
- 2011年10月 - エキテンスタンプサービス開始
- 2013年1月 - オリックス自動車株式会社×スマスタ「スマホでBINGOスタンプラリー」を実施[13]
- 2014年4月 - 事業拡大に伴い、品川区五反田へ本社移転
- 2014年8月 - エキテンアプリリリース
- 2014年10月 - エキテンかんたん予約リリース
- 2015年4月 - 東京証券取引所マザーズ市場に上場
- 2016年10月 - 東京証券取引所市場第一部に市場変更
- 2017年10月 - 新宿区西新宿へ本社移転（同年12月に本店所在地も移転）
- 2019年7月 - NITROTECH ASIA INCを子会社化
- 2020年5月 - 株式会社昼jobを子会社化
- 2021年5月 - 株式会社DEECH（旧社名 株式会社アマネクコミュニケーションズ）を子会社化
- 2021年10月 - 株式会社イー・ネットワークスを子会社化[14]
- 2022年7月 - オコマリ株式会社（旧社名 株式会社modecas）を子会社化[15]
- 2025年6月 - 同年10月1日をめどに、GMO系のGMO TECH株式会社との経営統合を発表[16]。